# イントゥ・ザ・ストーム

「イントゥー・ザ・ストゥーム」ロゴ

『イントゥ・ザ・ストーム』 (Into the Storm、制作段階でのタイトルはBlack Sky) は、2014年のアメリカ合衆国のパニック映画。監督はスティーヴン・クォーレ、脚本はジョン・スウェットナンが務め、出演はリチャード・アーミティッジとサラ・ウェイン・キャリーズなど。この映画はアメリカ合衆国で2014年8月8日に、日本では2014年8月22日に公開された。

## ストーリー
アメリカ合衆国のオクラホマ州の町シルバートンでは、地元の高校3年生が卒業を控えていた。高校の卒業式を迎えた教頭のゲイリー・フラーは、25年後に開けるタイムカプセルのために、2人の息子トレイとドニーに先輩たちのメッセージを録音するよう依頼した。一方、ベテランの竜巻ハンター（ストーム・チェイサー）であるピートは、タイタスというニックネームの装甲車を駆使して竜巻の発生を察知し、撮影しようと試みていたが、一年を通して失敗に終わっていた。竜巻が発生する大きな列があることを知ったチェイサーたちは、竜巻の撮影を期待してシルバートンに向かうことにする。シルバートンに到着後、チームはそれまで追っていたセルが消滅したことを知るが、シルバートンのセルが突然強まり、あられと竜巻が発生した。撮影中、ファンネルは進路を変え、高校に向かう。
高校では天候が急に悪化した。生徒たちは一斉に校舎へ避難する。竜巻の直後、生徒たちは被災した校舎から出てきて壊滅的な状況を目の当たりにする。ゲーリーは、友人のケイトリンのプロジェクトを手伝うために廃墟となった製紙工場に出かけていた長男ドニーを救出しようとするが、その後、竜巻によって建物が倒壊し、2人とも閉じ込められてしまう。
ピートの竜巻ハンターが立ち寄った町では、ゲイリーとトレイが到着するやいなや竜巻が発生し、いくつかの建物が破壊される。竜巻が消える前に、ゲーリーはピートの気象学者アリソン・ストーンを救出する必要がある。そしてピートのチームは、ゲイリーが製紙工場にたどり着くのを手伝うことに同意する。その途中、別の竜巻が発生し、ピートたちを取り囲む。その竜巻のひとつが爆発によってファイヤネードに変わり、カメラマンのジェイコブはそれを撮影しようとするが、嵐に巻き込まれて命を落とす。ピートの関心は安全確保よりもデータ収集の方にあるようで、このことが原因でプロジェクトメンバーに溝が生じる。アリソンは車を回収した後、製紙工場への旅を続けるためにゲイリーと出発する。
工場で水道管が突然破損し、ドニーとケイトリンが閉じ込められている穴が水浸しになり始める。怪我を負い、溺れそうな2人は愛する人へのメッセージを録音し、最悪の事態に備える。ギリギリのところでゲイリーとアリソンが到着し、2人の救出が無事に成し遂げられた。
シルバートン上空では、2つの大きな竜巻が合体してEF-5の巨大な竜巻が発生し、町を壊滅させる恐れがあった。町民は学校に避難したが、学校内のシェルターでは危険だと判断したピートは、学校側に通報する。携帯電話で学校の職員に通報することもできず、ピートたちは学校へ緊急事態を知らせに行く。市民がスクールバスに駆け込む中、ピートとチームは嵐の後を追うが、最後のスクールバスと数台の車は、送電塔の倒壊により退路を断たれてしまう。
竜巻ハンターと避難者たちは工事現場の雨水管に避難するが、竜巻が直撃した空港のトラックが雨水格子のひとつを破損し、シェルターが危険にさらされる。ピートは自分の研究用ハードディスクをゲイリーに託し、自らが犠牲になってシェルターを出てタイタスを鉄格子のある場所まで移動させ、鉄格子をコンクリート面に固定するために車両を使用し、他の人たちにその牽引ロープを壊れたトラックにつないで支えてもらうことを試みる。タイタスの装備は車両を地面に固定することができず、竜巻が車両を拾い上げる。タイタスに搭載されたカメラの砲塔から、ピートは竜巻のファンネルを観察し、車両が雲の上に持ち上げられ、彼の夢を叶えた。その直後、EF-5の竜巻は消滅した。
竜巻が発生した後、町の人々は清掃と再建を始める。ゲーリーの息子たちがタイムカプセルの映像を完成させると、インタビューに応じた人々の多くが、自分たちの人生に対する新たな感謝を口にする。アリソンはピートの犠牲と科学への献身を賞賛する。最後の映像では、竜巻に巻き込まれたお調子者コンビのドンクとリービスが、嵐を生き延びたことが映し出される。

## キャスト
※括弧内は日本語吹替

### フラー家
ゲイリー・フラー
演 - リチャード・アーミティッジ（てらそままさき）
シルバートン高校の教頭。妻を亡くし、家族は他に自分の勤める高校に通う息子2人。仕事で多忙を極めており、2人の息子とはうまくいっていない。「タイタス」のアリソンを助けたことから、彼らと共に行動をするようになる。超巨大竜巻に遭遇したことで、家族の大切さを理解するようになっていく。
ドニー・フラー
演 - マックス・ディーコン（内山昂輝）
ゲイリーの長男。シルバートン高校の3年生。タイムカプセルを作成するために廃工場に来たことで災害に巻き込まれる。
トレイ・フラー
演 - ネイサン・クレス（河西健吾）
ゲイリーの次男。シルバートン高校の2年生。

### タイタスのメンバー
ピート・ムーア
演 - マット・ウォルシュ（咲野俊介）
竜巻ハンター兼ドキュメンタリー制作者。「タイタス」のリーダー。
アリソン・ストーン
演 - サラ・ウェイン・キャリーズ（山像かおり）
気象学の博士。「タイタス」のメンバー。
ダリル・カーリー
演 - アーレン・エスカーペタ（菅原雅芳）
カメラマン。「タイタス」のメンバー。
ジェイコブ・ホッジス
演 - ジェレミー・サンプター（三宅貴大）
カメラマン。「タイタス」のメンバー。
ルーカス・ギュレット
演 - リー・ウィテカー（倉富亮）
カメラマン。「タイタス」のメンバー。

### シルバートン高校
ケイトリン・ジョンストン
演 - アリシア・デブナム＝ケアリー（早見沙織）
シルバートン高校の3年生。ドニーが惹かれている。
トム・ウォーカー
演 - スコット・ローレンス（宮本克哉）
シルバートン高校の校長。
トッド・ホワイト
演 - ブランドン・ライター（竹内栄治）
シルバートン高校の生徒。バスケ代表チームの主将。
ダスティン・クーパー
演 - ジミー・グロース
シルバートン高校の生徒。優等生。
マデレン・スミス
演 - ロンドン・エリース・ムーア（下山田綾華）
シルバートン高校の生徒。チアリーダー。

### その他
ドンク
演 - カイル・デイヴィス（松下宣夫〈デニス〉）
お調子者。過激な動画をYouTubeに投稿している、自称YouTuber。ちなみに再生回数は302回。
リービス
演 - ジョン・リープ（植野行雄〈デニス〉）
お調子者。ドンクの相棒。
チェスター・キャンベル
演 - デヴィッド・ドラム（小山武宏）
シルバートンの住民。愛犬スーナーと住む老人。
ケニー・ハースト
演 - フランク・ジーガー（赤城進）
シルバートンの住民。工事現場の監督。

## 制作
2011年10月28日、ニュー・ライン・シネマはジョン・スウェットナン著『自然災害映画』の脚本を購入し、トッド・ガーナーが彼のブロークン・ロード・プロダクションズで制作するとされた。2012年1月5日、ニュー・ライン・シネマによってスティーヴン・クォーレが『タイトル未定の竜巻映画』を監督すると発表された。
2012年4月24日、『バラエティ誌』がニュー・ラインがカテゴリー6の竜巻についての映画制作にゴー・サインを出し、7月9日からデトロイトで撮影予定だと報じた。2012年8月23日、デトロイトで撮影されている『タイトル未定のカテゴリー6の竜巻映画計画』は『ブラック・スカイ』とタイトルが付けられた。2013年9月24日、ニュー・ラインは映画のタイトルを『イントゥ・ザ・ストーム』へと変更し、アメリカ合衆国で2014年8月8日に公開するとした。

### キャスティング
一般オーディションは2012年5月19日にミシガン州ポンティアックで行われた。5月24日に、アリシア・デブナム=カーレイが『タイトル未定のスティーヴン・クォーレ 竜巻スリラー』で女性陣の主演として出演する契約を交わした。6月1日、ニュー・ラインはアーレン・エスカルペタを出演陣に加えた。6月22日、サラ・ウェイン・キャリーズがアリソン・ストーン役で出演する契約を交わした。7月2日、ニュー・ラインは行方不明になった兄弟を探す役にネイサン・クレスを採用した。2012年7月11日、リチャード・アーミティッジが妻を失くした夫が、息子を救出しようとするゲイリー・モリス役で出演する契約を交わした。撮影は7月23日からデトロイトで始まった。7月13日にマックス・ディーコンが、通う高校一の美女に恋したよくいるティーン役で出演が決まった。コメディアンのマット・ウォルシュが2012年8月1日にタイトル未定の映画にピート役で出演陣に加わった。

### 撮影
撮影は2012年7月にデトロイトで始まった。2012年8月13日、撮影はデトロイトでの2週間に及ぶ撮影の後、ミシガン州ロチェスターへ移動した。撮影はオークランド・チャーター・タウンシップ、オークビュー中学校とオークランド大学でも行われた。

## 公開
2014年3月24日、ワーナー・ブラザースによって映画の数場面の写真が公開され、続けて2014年3月27日に、第一予告編が公開された。
2013年9月24日に、ニュー・ラインは映画を2014年8月8日にアメリカ合衆国で公開するとした。
日本では2014年8月22日より公開され、公開初週土日2日間で動員10万4233人、興収1億3532万3000円を記録して初登場で4位にランクインした。

## 作品の評価
Rotten Tomatoesによれば、160件の評論のうち高評価は21%にあたる33件で、平均点は10点満点中4.3点、批評家の一致した見解は「ぎこちない脚本と忘れられがちなキャラクターで構成された『イントゥ・ザ・ストーム』には、確かにスリリングではある特殊効果以上のものはほとんどない。」となっている。
Metacriticによれば、32件の評論のうち、高評価は6件、賛否混在は18件、低評価は8件で、平均点は100点満点中44点となっている。

## 外部サイト
- イントゥ・ザ・ストーム - allcinema
- イントゥ・ザ・ストーム - KINENOTE
- Into the Storm - IMDb（英語）
- Into the Storm - Box Office Mojo（英語）
- Into the Storm - Rotten Tomatoes（英語）
- Into the Storm - Metacritic（英語）
- イントゥ・ザ・ストーム - YouTubeプレイリスト